# Молини (Виченца)
Молини је насеље у Италији у округу Виченца, региону Венето.
Према процени из 2011. у насељу је живело 102 становника. Насеље се налази на надморској висини од 81 м.